# Antigua Panamericana Sur (Lima)
La Antigua Panamericana Sur es una carretera de la ciudad de Lima, capital del Perú. Comprende 39 kilómetros de vía con pavimento de concreto. Recorre los distritos de Villa El Salvador, Lurín, Punta Hermosa, Punta Negra, San Bartolo y Santa María del Mar. Algunos tramos de la vía, constan entre 3 y 2 carriles por calzada en ambos sentidos. En zonas con restricciones arqueológicas, cuenta con un carril por sentido. Asimismo, algunos tramos cuenta con ciclovías.
Entre 2018 y 2019, se ejecutó la pavimentación de la vía con concreto. En 2019, se informó que las obras entre la playa Santa María y el puente Arica tienen un avance al 47 %. En 2021, se informó que el nuevo paso a desnivel que conecta la avenida Defensores del Morro con la Antigua Panamericana Sur, cuenta con un 75 % de avance. En 2022, se inició los desvíos para realizar las obras del nuevo puente Lurín.

## Historia
La Antigua Panamericana Sur en Lima, tiene origen en el sistema de carreteras y caminos que se construían a lo largo de la costa del Perú. Antes de las actuales construcciones, la carretera longitudinal de la Costa del Perú no era definida, y en sí anteriormente su recorrido solo eran caminos rurales, caminos sobrepuestos al Qapaq Ñan o vías que se conectaban a lo largo de las haciendas o las vías del Ferrocarril. Como no era definida la carretera Panamericana, se usaban desde el norte los caminos clásicos (actuales avenidas Túpac Amaru y Metropolitana), cruzaban el Puente de Piedra y entraban al centro histórico de Lima (según plantaban la pileta de la Plaza Mayor era considerada el KM. 0 de las carreteras, incluyendo la entonces vía Panamericana), continuaban por el jirón de la Unión y llegaban hasta la actual Plaza Grau. La avenida de Circunvalación (antecesor de la Panamericana) era entonces los límites de la antigua muralla de Lima, que era la actual avenida 9 de diciembre y la entonces avenida Francisco Bolognesi o del Gas (actual avenida Alfonso Ugarte), avenida que se volvió parte de la Antigua Panamericana Norte, tras la inauguración del Puente del Ejército y su alargue hasta la antigua carretera a Ancón, en la zona de Portada del Guía (límite entre los distritos de Rímac y Carabayllo).
La Panamericana Sur de entonces estaba planteada su inicio desde el límite entre los distritos de La Victoria y Miraflores (actuales distritos de San Isidro y Lince), en el actual cruce de las avenidas Javier Prado Este y Paseo de la República, donde iniciaba la Avenida Panamericana, que incluía a las actuales avenidas Paseo de la República (y su Prolongación en Chorrillos), República de Panamá, Roosevelt, Francisco Bolognesi, Escuela Militar, Fernando Terán (desvío a la Asistencia Pública y al pueblo de Chorrillos), Las Gaviotas (desvío a la Curva de Villa) y Huaylas, hasta el final de los Pantanos de Villa (actual Intercambio Vial de Villa), donde continuaba al pie de los cerros de Lomo de Corvina y seguía por los arenales de la costa de Villa María del Triunfo y Lurín (actual distrito de Villa El Salvador desde 1983), hasta Conchán (Lurín) donde entraba a la zona del Santuario de Pachacámac, y continuaba por parte del recorrido actual de la Antigua Panamericana Sur. En 1936, Oscar R. Benavides, inició la construcción de la carretera Panamericana en Perú.
Posteriormente, tras la construcción de la vía de Evitamiento, se comenzó el tránsito por la Avenida de Circunvalación, que iba desde la moderna avenida Zarumilla, cruzaba Caquetá hasta Cantagallo, luego se construyó el Puente Huáscar y amplió hasta el distrito de Ate. En ese entonces se inició otra vía, que era la conexión entre la Avenida a Chosica (Carretera Central) y la avenida Javier Prado, un tramo que formó parte de la vía sur de la avenida de Circunvalación (nombre que aún conserva el tramo) llamada entonces Avenida Panamericana o Panamericana Sur, vía que además recorría paralelo al Ferrocarril Lima - Lurín (el ferrocarril llegaba hasta la zona de Benavides), cuyo carril se unía a la avenida en la zona de Salamanca. La actual carretera Panamericana Sur inició a funcionar íntegramente, cuando la vía de Evitamiento se completó en su totalidad, cuando la avenida Circunvalación se une a la vía de Evitamiento (en el entonces Puente Bolognesi, y en la década de los 90, en la gestión de Ricardo Belmont, se construye el trébol de Javier Prado o Intercambio Vial Sur), y se dejó de usar la vía paralela a causa del cierre del Ferrocarril a Lurín y el asfaltado de la vía central, mientras que se iniciaba la construcción de diversos puentes, by-passes e intercambios viales a lo largo de la carretera, con lo cual la avenida quedó incluida en el eje de la carretera Longitudinal de la Costa del Perú y a la vez en la carretera Panamericana. Mientras que el penúltimo tramo de la antigua Panamericana en Lima que se usaba (entre el desvío del ferrocarril a Atocongo o Pista Nueva y los Pantanos de Villa), poco a poco dejó de usarse, en favor de la actual vía. El último tramo (Conchán - Santa María del Mar), aún sigue en uso. Actualmente, la Antigua Panamericana Sur tiene inicia como continuación del trazo de la avenida Pedro Miotta.
Cabe recordar, que a lo largo de la costa sur del Perú, también existen tramos conocidos como la Antigua Panamericana Sur, especialmente en avenidas que ingresan a ciudades y localidades importantes a lo largo de la vía, y que actualmente no forman parte oficial de la actual Panamericana Sur, debido a la construcción de una vía de evitamiento que se aleja del centro de estas localidades, algunos de estos nuevos tramos fueron construidos porque a lo largo de estas ciudades la carretera Panamericana acortaba su calzada, ingresaba a la zona monumental, alargaba el recorrido, generaba tráfico o había varios accidentes de tránsito. Este artículo trata del tramo en Lima.

## Recorrido
Se inicia en la avenida Mateo Pumacahua, siguiendo el trazo de la avenida Pedro Miotta. En su recorrido, se encuentra la refinería de Conchán, el óvalo San Pedro y el Puente Arica; culmina en el distrito de Santa María del Mar.